# District de Junagadh
Le district de Junagadh (gujarati : જુનાગઢ જિલ્લો)est un district de l'état du Gujarat en Inde.

## Géographie
Le district a une population de 2 743 082 habitants pour une superficie de 8 831 km2.